# Phoradendron applanatum
Phoradendron applanatum är en sandelträdsväxtart som beskrevs av Kuijt. Phoradendron applanatum ingår i släktet Phoradendron och familjen sandelträdsväxter. Inga underarter finns listade i Catalogue of Life.